# Gay Thompson
Mary Gabrielle „Gay“ Thompson (* 29. Januar 1948) ist eine australische Politikerin der Australian Labor Party (ALP), die zwischen 1997 und 2014 Mitglied des South Australian House of Assembly sowie von 2006 und 2010 dort Vorsitzende der Ausschüsse und dadurch stellvertretende Sprecherin war.

## Leben
Mary Gabrielle „Gay“ Thompson war das älteste von sieben Kindern einer Familie aus einfachen Verhältnissen, die immer von einem geringen Einkommen, oft von Arbeitslosigkeit und Krankheit betroffen war. Sie absolvierte ein grundständiges Studium an der University of Adelaide, welches sie mit einem Bachelor of Arts (BA) beendete, und war als Qualitätsberaterin für die Gewerkschaft der Verwaltungs- und Bürobeamten ACAO (Administrative and Clerical Officers Association) tätig. Sie engagierte sich ferner im Nachbarschaftszentrum von Reynella, einem Vorort von Adelaide, im Ausschuss für Kriminalprävention des District Council of Onkaparinga sowie in der Aktion gegen Drogen und für Gesundheit der City of Noarlunga, die heute beide zur 1997 entstandenen Onkaparinga City gehören.
Bei der Wahl am 11. Oktober 1997 wurde Gay Thompson für die Labor Party im Wahlkreis Reynell erstmals zum Mitglied des South Australian House of Assembly gewählt, des Unterhauses des Parlaments von South Australia, und konnte sich dabei gegen die bisherige Wahlkreisinhaberin Julie Greig von der Liberal Party of Australia durchsetzen. Sie vertrat diesen Wahlkreis bis zu ihrem Verzicht auf eine erneute Kandidatur bei der Wahl am 15. März 2014, woraufhin ihre Parteifreundin Katrine Hildyard diesen Wahlkreis übernahm. Zu Beginn ihrer Parlamentszugehörigkeit war sie unter anderem in der 49. Legislaturperiode vom 2. Dezember 1997 bis zum 15. Januar 2002 Mitglied des Ausschusses für öffentliche Arbeiten. In der folgenden 50. Legislaturperiode fungierte sie zwischen dem 7. Mai 2002 und dem 27. April 2006 sowohl Mitglied des Ausschusses für Wirtschaft und Finanzen sowie des Ausschusses für Veröffentlichungen. 
Nach der Wahl vom 18. März 2006 wurde Gay Thompson als Nachfolgerin ihres Parteifreundes Jack Snelling am 27. April 2006 Deputy Speaker and Chairman of Committees und war als solche bis zum 6. Mai 2010 als stellvertretende Sprecherin und Vorsitzende der Ausschüsse Vertreterin von Jack Snelling, der nunmehr vom 27. April 2006 bis zum 25. März 2010 Sprecher des House of Assembly war. Zugleich war sie in der 51. Legislaturperiode vom 10. September 2008 bis zum 5. Mai 2010 erneut Mitglied des Ausschusses für Veröffentlichungen. In der 52. Legislaturperiode fungierte sie zwischen dem 6. Mai 2010 und dem 12. Dezember 2013 als Mitglied des Geschäftsordnungsausschusses, vom 12. Mai 2010 bis zum 14. März 2014 zugleich als Mitglied des Prüfungsausschusses für Gesetzgebung und des Ausschusses für Umwelt, Ressourcen und Entwicklung sowie des Weiteren zwischen dem 12. Mai 2010 und dem 5. Februar 2013 abermals als Mitglied des Ausschusses für Wirtschaft und Finanzen. Zuletzt war sie vom 5. Februar bis zum 12. Dezember 2013 abermals Mitglied des Ausschusses für Veröffentlichungen sowie ferner zwischen dem 5. Februar 2013 und dem 14. März 2014 Mitglied des Ständigen Parlamentsausschusses für Ländereien der Aborigines.

## Hintergrundliteratur
- Parliament of South Australia: Statistical Record of the Legislature 1836–2007 (Memento vom 11. März 2019 im Internet Archive)

## Weblink
- Ms Gay Thompson. In: Parlament von South Australia. Abgerufen am 9. April 2024 (englisch).